# Phaedrolosaurus ilikensis
Il fedrolosauro (Phaedrolosaurus ilikensis) è un dinosauro carnivoro, forse appartenente ai celurosauri. È noto per un solo dente fossile ritrovato in Cina in strati del Cretaceo inferiore (circa 120 milioni di anni fa). È stato accostato all'origine dei dromeosauridi, ma l'identità è dubbia.

## Classificazione
Descritto da Dong Zhiming nel 1973, l'esemplare tipo di questo dinosauro consta in un singolo dente, ma a Phaedrolosaurus sono stati attribuiti altri fossili della zampa posteriore; questi resti hanno fatto pensare che Phaedrolosaurus fosse un antenato dei dromeosauridi (come Deinonychus e Velociraptor).  Sulla base di questi resti, ritrovati non in associazione con il dente, è stato istituito il genere Xinjiangovenator, ritenuto un celurosauro forse ancestrale ai dromeosauridi. Phaedrolosaurus, pertanto, è attualmente ritenuto un dinosauro di dubbia identità: il dente fossile è abbastanza simile a quello di un dromeosauro, ma non possiede caratteri distintivi per permettere una classificazione adeguata.